# 板垣武四
板垣 武四（いたがき たけし、1916年〈大正5年〉2月13日 - 1993年〈平成5年〉8月12日）は、1971年初当選の第7代札幌市長。北海道上川郡和寒村（現：和寒町）出身。

## 来歴
1916年2月13日、呉服屋を営む家庭の13人兄弟の11番目として、北海道上川郡和寒村（現：和寒町）に生まれた。小学校4年時に兄や母親と死別し、継母と仲良くなれず別の兄の住む札幌に移る。山鼻小、札幌一中（現：札幌南高）を経て、北海道帝国大学予科へ進学するも、法学への道を諦めきれず予科を退学し上京。
旧制第一高等学校を経て、札幌一中時代の友人の下宿に居候しつつ三浪を経て、東京帝国大学法学部卒業。
1941年に三菱電機神戸製作所入社、神戸大空襲に被災し緑豊かな六甲山地の光景から望郷の思いが募り、札幌への帰郷を決意、1946年、札幌市役所に入職。秘書課長を皮切りに経済部長・札幌観光協会理事時代には、さっぽろ雪まつりの創設に携わり、1956年に助役に就任。。1971年より札幌市長に就任した。5期20年にわたって務める。
この間、地下鉄の開通、政令指定都市への移行があった。アジアで初めてとなった冬季オリンピックの開催により、都市基盤を整備し近代化と国際化に貢献、オリンピック開催後には「人情の町へ」のスローガンのもと、文化や福祉を重視した開発を行い、各区毎の区民センター・図書館・体育館の建設、豊平環状中央分離帯のリンゴ植樹、百合が原・モエレ沼などの緑化事業（環状グリーンベルト構想）の展開、冬季ユニバーシアードやパシフィック・ミュージック・フェスティバルの開催、さっぽろ文庫の刊行など多くの功績を残す。
5期目の在任中より肝臓病により治療をしていたが、1993年8月12日、間質性肺炎のため札幌市の病院で死去した。77歳。

## 略歴・業績
長期政権であったため、業績や逸話は数多い。
- 1950年：札幌市経済部長
  - この年、第1回さっぽろ雪まつり開催。「当時の札幌は、まだ敗戦のショックが色濃く残っており、食料や燃料の不足な時だった。市全体の暗いムードを吹き飛ばし、少しでも明るい感じにもっていくためにはどうしたら良いか。それが市政の課題とも言える時代だった。そんなころ、映画館で見たニュースに、小樽あたりの子供が校庭の雪を固めて、ナタやノコギリで刻んで小雪像を作っているものがあった。私が学んだ札幌一中の雪戦会と雪像を結びつけたらどうだろうか」（下記「札幌市文化資料室」より抜粋）。
- 1956年：札幌市助役[2]（1970年まで）
- 1971年：札幌市長に初当選
- 1971年12月16日：札幌市営地下鉄開通（ゴムタイヤ方式地下鉄の導入）
- 1972年2月3日 ~ 13日：第11回オリンピック冬季札幌大会開催
- 1972年4月1日：政令指定都市移行・区制施行
- 1976年7月24日：「札幌市こども人形劇場こぐま座」（全国初の公立人形劇場）オープン
  - ミュンヘン（札幌市の姉妹都市）にある市立人形劇場や小屋がけの人形芝居を見て、札幌にも夢のある施設を造ろうと発案し、「こぐま座」を完成させる（下記「ウェブシティさっぽろ・歴史の散歩道・中央区版」より）。
- 1982年：北方都市会議を提唱
- 1984年：札幌市交通事業振興公社設立
- 1987年：田村正敏に圧勝し5連続当選
- 1990年：第1回パシフィック・ミュージック・フェスティバル（PMF、レナード・バーンスタイン提唱の若手音楽家研修会・発表会）開催
- 1991年 第15回ユニバーシアード冬季札幌大会開催
- 1991年：市長を退任
- 1992年11月：著書「思い出すまま」刊行、勲二等旭日重光章受章[5]

没後
- 2002年：「随筆と私」（「札幌随筆集」（さっぽろ文庫）収録）